# 遊知やよみ
遊知 やよみ（ゆち やよみ）は、日本の漫画家。関西出身及び在住。デビュー作は「きよちゃん家の出来事」。

## 作品リスト

### 単行本
全て集英社から刊行されている。
- 福家堂本舗（1995年 - 2000年、マーガレットコミックス、全11巻）
- 雲雀町1丁目の事情（2000年 - 2003年、りぼんマスコットコミックス、全8巻）
- 素敵ギルド（2005年 - 2007年、りぼんマスコットコミックス、全4巻）
- これは恋です（2008年 - 2013年、りぼんマスコットコミックス、全9巻）
- 福家堂本舗 弐（『YOU』2016年9月号[2] - 休載中[3]、マーガレットコミックス、既刊1巻）

### 文庫本
全て集英社文庫から刊行されている。
- 福家堂本舗（2008年 - 2000年、全7巻）
- 雲雀町1丁目の事情（2009年 - 2010年、全5巻）
- イジイジ×モジモジ/遊知やよみ読切り傑作選（2010年9月17日発売[4]、ISBN 978-4-08-619112-8）
  - イジイジ×モジモジ（『Cookie』2004年4月号 - 5月号）
  - 彼女を乗せたバス（『Cookie』2005年4月号）
  - 浮世絵顛末記（『ぶ〜け』1994年9月号）
  - 存在の行方（『ぶ〜け』1995年1月号）
  - きよちゃん家の出来事（『ぶ〜けデラックス』1994年春の号、デビュー作）
  - きよちゃん家の出来事 STAGE2 それぞれのバトル（『ぶ〜けデラックス』1995年初春の号）

### 単行本未収録作品
- 懲りない奴ら（『Cookie』2014年1月号）
- これアツ[5]（『YOU』2015年2月号）
- 静かな水辺（『YOU』2015年5月号）